# Croce di Agilulfo

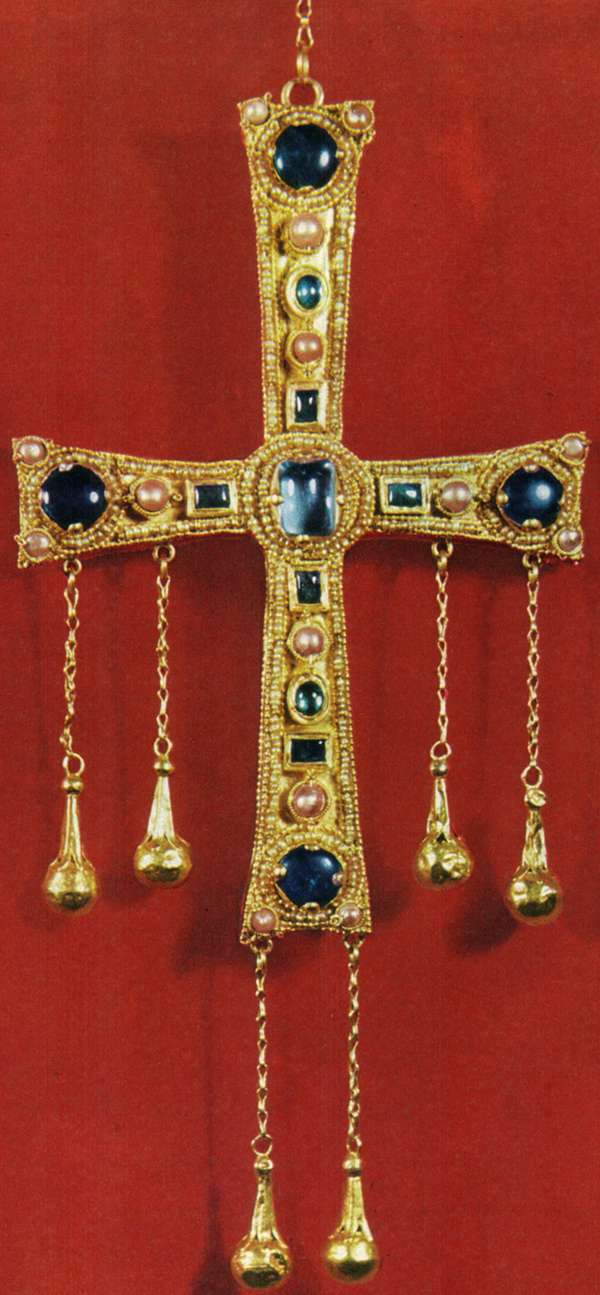
Croce di Agilulfo
inizio VII secolo, 22,5x15 cm
Monza, Museo del Duomo

La croce di Agilulfo è una croce votiva in oro, tra i capolavori dell'oreficeria longobarda, risalente all'inizio del VII secolo e conservata nel Museo e tesoro del duomo di Monza.

## Storia
Incerta la funzione originaria del manufatto, realizzato comunque con certezza durante i primi anni del VII secolo, comunque prima della morte di Agilulfo, avvenuta nel 616. 
Mentre lo stile complessivo è tipicamente bizantino per la forma e la disposizione dei sei pendagli, la decorazione risente di influenze barbariche: questo rende più probabile una realizzazione eseguita nell'ambito del regno longobardo. 
È possibile allora che si trattasse di un pendente appeso alla corona regale, appartenuto ad Agilulfo.

## Descrizione
Alta 22,5 cm e larga 15 cm, ha la forma di croce latina, con i bracci leggermente svasati alle estremità. È tempestata di pietre preziose e raffigurazioni del Cristo, di arcangeli e di apostoli. Sei pendenti a goccia, realizzati con altrettante perle, sono appesi a catenelle, sempre in oro: quattro appese ai bracci laterali e due all'estremità del braccio inferiore.
L'incastonatura delle pietre, eseguita a freddo, segue uno schema rigidamente simmetrico ed alterna pietre bianche e blu, rotonde e rettangolari, secondo uno schema ordinato che ricorda la distribuzione spaziale di gusto tardo-antico. I bordi della croce e dei castoni presentano motivi a rilievo (piccole sfere o altro).